# John Barnard
John Barnard (Wembley, 4 de Maio de 1946) é um desenhista de carros de Fórmula 1 que atualmente é diretor técnico da Team KR da MotoGP. Desenhou carros para várias grandes equipes como McLaren, Ferrari, Benetton e Arrows.

## Biografia
Foi responsável por algumas soluções que se incorporaram nos carros de corrida da Fórmula 1 até os dias de hoje, como o primeiro chassi em fibra em carbono no McLaren MP4/1; o carro "Garrafa de Coca-Cola"; o primeiro carro com câmbio semiautomático com as trocas de marchas por "borboletas" atrás do volante, a Ferrari 640 em 1989. Também criou o estilo dos bicos elevados que dominaram a Fórmula 1 a partir do GP de San Marino de 1991, com a Benetton B191 de Nelson Piquet e Roberto Pupo Moreno.